# 素人・玄人
素人・玄人（しろうと・くろうと）は、ラジオ番組「Heavy Metal Syndicate」の中でのみ結成されている、という設定のお笑いコンビ。

## メンバー
酒井康（さかい こう、生年月日不詳）
ボケ担当。コンビでの素人にあたる。本業は音楽評論家。
藤井宏和（ふじい ひろかず、1972年3月12日 - ）
ツッコミ担当。コンビでの玄人にあたる。本業も芸人で、「飛石連休」の一員。

## 概要
2006年、コンビでラジオ番組「Heavy Metal Syndicate」のパーソナリティーとなる、本業は別に存在している。酒井のすべりまくりのボケに、藤井の的確なツッコミが入り、会話の内容を引き立てている。
冒頭で「という設定の」と表記したのは、藤井非公認のコンビのためである。酒井は本気で結成したいらしいが、ネタの可能性もあり真相は定かではない。